# Prova técnica
A prova técnica é a que se faz mediante exame por peritos ou técnicos, pois o juiz não é obrigado a deter todo tipo de conhecimento necessário para dar decisão em um processo.
Na falta ou necessidade de um conhecimento especializado o juiz nomeia alguém que detém aquele conhecimento para levar ao processo sua opinião fundamentada.
O interessante é de que mesmo com o laudo pericial o juiz poderá decidir diferentemente das conclusões desse.